# Agence wallonne à l’Exportation et aux Investissements Etrangers
Het Agence wallonne à l’Exportation et aux Investissements Etrangers (AWEX) is een departement van het Waals Gewest belast met de promotie van de buitenlandse handel en het onthaal van buitenlandse investeerders. Het doel van AWEX is Waalse bedrijven in het buitenland te promoten en buitenlandse investeerders naar Wallonië aan te trekken.
Het agentschap is het resultaat van een fusie in 2004 van het Agence wallonne à l'Exportation en het Office for foreign Investors (OFI).  Voor AWEX werken 450 personen in de centrale administratie, de 7 regionale adviesbureaus en een wereldwijd netwerk van 100 economische en commerciële zaakgelastigden die een honderdtal markten en een twintigtal internationale organisaties vertegenwoordigen.